# Волфганг Унцикер
Волфганг Унцикер (Пирмазенс, 26. јун 1925 — Албуфеира, 20. април 2006) је био немачки шахиста.
Млади Волфанг учио је шах од своје десете године и био је задивљен када је у једанаестој години посетио шаховску олимпијаду. Студира право и постаје судија али игра врхунски шах попут Евеа, Спаског, Петросјана и Фишера. Карпов је звао Унцикера „светски шампион међу аматерима“.
Свој 80-ти рођендан као пензионисани правник је прославио са својом супругом Фрајом, своја три сина и њиховим супругама као и своја три унука.
Унцикерова шаховска каријера почиње после Другог светског рата. Побеђује седам пута на шампионату Немачке, од 1948 до 1965, и игра на тринаест шаховских олимпијада, од 1950 до 1978. Велемајсторску титулу је добио 1954. Репрезентовао је национални тим Немачке близу 400 пута.
Умро је 20. априла 2006. за време одмора у Португалу.

## Турнирски успеси
| НАЗИВ ТУРНИРА                                           | СКОР   | ПОЕНИ | ПЛАСМАН         |
| Меморијални турнир „Клаус Јунге“, 1946.                 | 6/9    | +3    | 3.              |
| Турнир у Есену, 1947.                                   | 7½/11  | +4    | 2.              |
| Први турнир у Аусбургу, 1946.                           | 14/16  | +12   | 1.              |
| Турнир у Бад Нојхајму, 1948.                            | 9/12   | +6    | 1.              |
| Дванаести шампионат Немачке, 1948.                      | 13½/15 | +12   | 1.              |
| Турнир у Велберту, 1948.                                | 4/6    | +2    | Тимски победник |
| Турнир у Хајделбергу, 1949.                             | 7/9    | +5    | 1.              |
| Турнир у Травемојндеу, 1950.                            | 8/11   | +5    | 1.              |
| Први шампионат Савезне Републике Немачке, 1950.         | 12½/17 | +8    | 1.              |
| Шаховска олимпијада у Дубровнику (мушкарци), 1950.      | 11/14  | +8    |                 |
| Турнир у Хејстингсу, 1950.                              | 7/9    | +5    | 1.              |
| Турнир у Бад Пирмонту, 1951.                            | 10/14  | +6    | 2.              |
| Турнир у Опатији, 1953.                                 | 10/17  | +3    | 4.              |
| Други шампионат Савезне Републике Немачке, 1953.        | 12/15  | +9    | 1.              |
| Петнаести шампионат Немачке, 1954.                      | 3½/4   | +3    | Тимски победник |
| Турнир у Минхену, 1954.                                 | 15/19  | +11   | 1.              |
| Турнир у Мадриду, 1957.                                 | 7½/11  | +4    | 3.              |
| Четврти шампионат Савезне Републике Немачке, 1957.      | 10/15  | +5    | 2.              |
| Пети шампионат Савезне Републике Немачке, 1959.         | 11½/15 | +8    | 1.              |
| Турнир Балтик Национс, 1960.                            | 8/11   | +5    | 2.              |
| Шести шампионат Савезне Републике Немачке, 1961.        | 9½/15  | +4    | 2.              |
| Седми шампионат Савезне Републике Немачке, 1963.        | 11½/15 | +8    | 2.              |
| Шампионат Немачке, 1964.                                | 2½/4   | +1    | Тимски победник |
| Меморијални Чигоринов турнир у Сочију, 1965.            | 10½/15 | +6    | 1.              |
| Осми шампионат Савезне Републике Немачке, 1965.         | 11/15  | +7    | 1.              |
| Осми шампионат Савезне Републике Немачке, плејоф, 1966. | 2/4    | +0    | реми            |
| Други Пјатигорски куп, 1966.                            | 9½/18  | +1    | 4.              |
| Турнир у Марибору, 1967.                                | 10/15  | +5    | 1.              |
| Меморијални Видмаров турнир, 1969.                      | 9½/15  | +4    | 3.              |
| Турнир у Хејстингсу, 1953.                              | 6½/9   | +4    | 2.              |
| Турнир у Барију, 1970.                                  | 8½/14  | +3    | 4.              |
| Турнир у Лугану, 1970.                                  | 7½/14  | +1    | 3.              |
| Турнир у Билу, 1979.                                    | 7/13   | +1    | 3.              |
| Бад Кисинген, 1980.                                     | 1½/6   | -3    |                 |
| Меч Савезна Република Немачка-Мађарска, 1980.           | ½/2    | -1    |                 |
| Турнир IBM-B, 1980.                                     | 7½/11  | +4    | 2.              |
| Турнир у Биршеби, 1984.                                 | 8/13   | +3    | 3.              |
| Турнир у Алмеди, 1988.                                  | 8½/11  | +6    | 1.              |
| Турнир Daugavpils, 1990.                                | 6/9    | +3    | 3.              |
| Турнир у Бад Вилбаду, 1990.                             | 6½/11  | +2    | 4.              |
| Меморијални Донеров турнир, 1994.                       | 5½/9   | +2    | 1.              |

## Биланс са познатим светским шахистима
| Јан Хајн Донер         | 19½/31 | +8 | 31 партија |
| Светозар Глигорић      | 15½/31 | 0  | 31 партија |
| Артуро Помар Саламанка | 12½/20 | +5 | 20 партија |
| Хелмут Флегер          | 9½/19  | 0  | 19 партија |
| Ласло Сабо             | 7½/15  | 0  | 15 партија |
| Мигуел Најдорф         | 6/15   | -3 | 15 партија |
| Паул Керес             | 4½/15  | -6 | 15 партија |
| Лудек Пахман           | 7/14   | 0  | 14 партија |
| Борис Спаски           | 6/13   | -1 | 13 партија |
| Властимир Хорт         | 5½/13  | -2 | 13 партија |
| Паул Трегер            | 9/12   | +6 | 12 партија |
| Балдур Хенлингер       | 8½/12  | +5 | 12 партија |
| Карл Робач             | 6½/12  | +1 | 12 партија |
| Волфганг Улман         | 5½/12  | -1 | 12 партија |
| Тигран Петросјан       | 5/12   | -2 | 12 партија |
| Роберт Хибнер          | 3½/12  | -5 | 12 партија |
| Борислав Ивков         | 5½/11  | 0  | 11 партија |
| Флорин Георгиу         | 4½/11  | -2 | 11 партија |
| Василиј Смислов        | 4½/11  | -2 | 11 партија |
| Лајош Портиш           | 4½/11  | -2 | 11 партија |
| Виктор Корчној         | 4/11   | -3 | 11 партија |